# Ben Mee
Ben Mee, właśc. Benjamin Thomas Mee (ur. 21 września 1989 w Sale) – angielski piłkarz występujący na pozycji obrońcy w Brentford.